# فاکتور گاموف
فاکتور گاموف (انگلیسی: Gamow factor) یا(Gamow – Sommerfeld factor) که به آن عامل گاموف هم گفته می‌شود، به نام کاشف آن جرج گاموف نامگذاری شده‌است، یک عامل احتمال برای غلبه بر مانع کولنِ دو ذرهٔ هسته‌ای به‌منظور انجام واکنش‌های هسته‌ای؛ به عنوان مثال در همجوشی هسته‌ای، است. با توجه به فیزیک کلاسیک، تقریباً هیچ احتمالی برای متصل شدن پروتون‌ها با عبور از سد کولن یکدیگر در دمای مشاهده شده برای ایجاد همجوشی وجود ندارد، مانند دمای موجود در خورشید. هنگامی که جورج گامو به‌جای استفاده از قوانین کلاسیک، از مکانیک کوانتوم روی این مسئله استفاده کرد، متوجه شد که به دلیل تونل‌زنی کوانتومی احتمال زیادی برای همجوشی وجود دارد.
احتمال غلبه دو ذره هسته‌ای بر موانع الکترواستاتیک آن‌ها معادله زیر ارائه شده‌است:
{\displaystyle P_{g}(E)=e^{-{\sqrt {\frac {E_{g}}{E}}}}}
در اینجا {\displaystyle E_{g}} انرژی گاموف است،
{\displaystyle E_{g}\equiv 2m_{r}c^{2}(\pi \alpha Z_{a}Z_{b})^{2}}
اینجا، {\displaystyle m_{r}={\frac {m_{a}m_{b}}{m_{a}+m_{b}}}} است جرم کاهش‌یافته دو ذره است. عدد ثابت {\displaystyle \alpha }است ثابت ساختار ریز، {\displaystyle c} است سرعت نور، و {\displaystyle Z_{a}} و {\displaystyle Z_{b}} به ترتیب عدد اتمی هر یک از ۲ ذره است.